# Coupe d'Allemagne de football 1939
Navigation
Édition précédente Édition suivante
La Coupe d'Allemagne de football 1939 est la cinquième compétition de la compétition. Elle a lieu du 20 août 1939 au 28 avril 1940.
Le 1. FC Nuremberg remporte le trophée pour la deuxième fois de son histoire.

## Premier tour
Les résultats du premier tour
| Club recevant            | Score     | Club visiteur          |
| ------------------------ | --------- | ---------------------- |
| SC Union Oberschöneweide | 1 -2      | SV Blau-Weiss Berlin   |
| PSV Danzig               | 2 -3      | Viktoria Stolp         |
| Warnsdorfer FK           | 2 -3      | Sportfreunde Leipzig   |
| 1. SC Göttingen 05       | 4 -3      | FC Carl Zeiss Iena     |
| Neumeyer Nürnberg        | 7 -3      | CSC 03 Kassel          |
| VfL 1896 Halle           | 0 -3      | Dresdner SC            |
| FC Thüringen Weida       | 1 -2      | Berliner SV            |
| SV Klettendorf           | 3 -0      | SC Minerva 93 Berlin   |
| VfL Cologne 1899         | 9 -0      | VfR Wormatia 08 Worms  |
| Eimsbütteler TV          | 2 -3      | Borussia Dortmund      |
| 1. FC Schweinfurt 05     | 2 -3 a.p. | SC Wacker Vienne       |
| SpVgg Cannstatt          | 1 -1 a.p. | VfB Mühlburg           |
| Sportfreunde Hamborn 07  | 1 -3      | Hambourg SV            |
| Blumenthaler SV          | 3 -4 a.p. | SV Polizei Hambourg    |
| VfR Mannheim             | 1 -2 a.p. | Westende Hamborn       |
| Hessen Kassel            | 0 -5      | SpVgg Köln-Sülz        |
| First Vienna FC          | 2 -3 a.p. | BC Hartha              |
| Borussia Neunkirchen     | 4 -1      | VfL Benrath            |
| FC Singen 04             | 1 -3      | 1. FC Nuremberg        |
| SG Sachsen Leipzig       | 1 -2      | SV Vorwärts Gleiwitz   |
| Hertha BSC               | 6 -2      | FSV Zwickau            |
| SC V/W 04 Billstedt      | 1 -3      | Fortuna Düsseldorf     |
| FSV Frankfort            | 5 -3      | Mülheimer SV 06        |
| SV Dessau 05             | 1 -2      | Tennis Borussia Berlin |
| Admira Vienne            | 0 -1      | SV Waldhof 07          |
| SV Concordia Plauen      | 5 -3      | SC Victoria Hamburg    |
| SV Beuel 06              | 0 -5      | Eintracht Frankfurt    |
| VfB Bielefeld            | 1 -3      | VfL Osnabrück          |
| VfB Alsum                | 0 -13     | FC Schalke 04          |
| DJK Viktoria VfB Coburg  | 1 -6      | Rapid Vienne           |
| SpVgg Cannstatt          | 1 -1      | VfB Mühlburg           |

Match rejoué
| Club recevant   | Score | Club visiteur   |
| --------------- | ----- | --------------- |
| SpVgg Cannstatt | 1 -1  | VfB Mühlburg    |
| VfB Mühlburg    | 2 -0  | SpVgg Cannstatt |

## Second tour
Les résultats du second tour
| Club recevant          | Score     | Club visiteur          |
| ---------------------- | --------- | ---------------------- |
| Viktoria Stolp         | 1 -3      | SV Blau-Weiss Berlin   |
| Sportfreunde Leipzig   | 3 -1      | 1. SC Göttingen 05     |
| Dresde SC              | 1 -2      | Neumeyer Nürnberg      |
| Berliner SV            | 6 -1      | SV Klettendorf         |
| Borussia Dortmund      | 1 -6      | VfL Cologne 1899       |
| SC Wacker Vienne       | 4 -2      | VfB Mühlburg           |
| Hambourg SV            | 11 -2     | SV Polizei Hamburg     |
| Borussia Neunkirchen   | 1 -2 a.p. | BC Hartha              |
| 1. FC Nuremberg        | 2 -1      | SV Stuttgarter Kickers |
| SV Vorwärts Gleiwitz   | 5 -2      | Hertha BSC Berlin      |
| Tennis Borussia Berlin | 4 -1      | SV Concordia Plauen    |
| Eintracht Frankfurt    | 0 -1 a.p. | SV Waldhof 07          |
| VfL Osnabrück          | 3 -2      | FC Schalke 04          |
| SpVgg Köln-Sülz        | 1 -2 a.p. | Westende Hamborn       |
| Fortuna Düsseldorf     | 4 -0      | FSV Frankfort          |

## Huitièmes de finale
Les résultats des huitièmes de finale
| Club recevant        | Score | Club visiteur          |
| -------------------- | ----- | ---------------------- |
| SV Blau-Weiss Berlin | 9 -2  | Sportfreunde Leipzig   |
| BC Hartha            | 0 -1  | 1. FC Nuremberg        |
| Neumeyer Nürnberg    | 2 -1  | Berliner SV            |
| Rapid Wien           | 6 -1  | SV Vorwärts Gleiwitz   |
| VfL Cologne 1899     | 1 -3  | SC Wacker Vienne       |
| Fortuna Düsseldorf   | 8 -1  | Tennis Borussia Berlin |
| Hamburger SV         | 2 -0  | Westende Hamborn       |
| SV Waldhof 07        | 4 -0  | VfL Osnabrück          |

## Quarts de finale
Les résultats des quarts de finale
| Club recevant        | Score | Club visiteur      |
| -------------------- | ----- | ------------------ |
| SV Blau-Weiss Berlin | 1 -7  | Rapid Vienne       |
| 1. FC Nuremberg      | 3 -1  | Fortuna Düsseldorf |
| SV Waldhof 07        | 6 -2  | Hambourg SV        |
| SC Wacker Vienne     | 7 -4  | Neumeyer Nuremberg |

## Demi-finales
Les résultats des demi-finales
| Club recevant | Score | Club visiteur    |
| ------------- | ----- | ---------------- |
| Rapid Vienne  | 0 -1  | 1. FC Nuremberg  |
| SV Waldhof 07 | 1 -1  | SC Wacker Vienne |

Match rejoué
| Club recevant    | Score | Club visiteur    |
| ---------------- | ----- | ---------------- |
| SC Wacker Vienne | 2 -2  | SV Waldhof 07    |
| SV Waldhof 07    | 0 -0  | SC Wacker Vienne |

## Finale
| Entraîneur : |
| Alwin Riemke |

| Entraîneur : |
| Alwin Riemke |